# Forbassach Ua Congaile
Forbassach Ua Congaile (mort en 714) est un roi d'Uí Failghe, un peuple Laigin du  Comté d'Offaly. Il règne peut-être entre 711 et 714.

## Contexte
La « Liste de Rois  »du Livre de Leinster lui accorde un règne de trois années. Il est apparenté à son prédécesseur Fland Dá Chongal mais 
le lien de familial exact entre eux est incertain Les Uí Failge étaient traditionnellement hostiles aux souverains d'Uisneach . En 714 en il met à profit une agression du Síl nÁedo Sláine contre Murchad Midi mac Diarmato d'Uisnech pour attaquer le royaume de Mide. Cependant il est défait et tué par les « Hommes de Mide » lors de la bataille de  Gardbshalach dans l'actuel comté de Westmeath. Les descendants de  Fland Dá Chongal connus sous le nom de Uí Flaind contrôlent la royauté après sa mort.

## Sources
- (en) Gearóid Mac Niocaill, Ireland before Vikings, Dublin, Gill & Macmillan, 1972
- (en) Francis John Byrne, Irish Kings and High-Kings, Dublin, Courts Press History Classics, 2001 (ISBN 1-851-82-196-1).